# حرب الكونغو الأولى
حرب الكونغو الأولى (1996–1997) هو غزو أجنبي لزائير بقيادة رواندا لاستبدال الرئيس موبوتو سيسي سيكو بزعيم المتمردين لوران كابيلا. كانت زعزعة الاستقرار في شرق زائير الناجمة عن الإبادة الجماعية الرواندية العامل الرئيسي الذي سبب في ظهور فضائح الفساد في العاصمة كينشاسا.
أعادت الحكومة الجديدة تسمية البلاد إلى جمهورية الكونغو الديمقراطية، لكن جلب هذا قليلا من التغيير فقط. ابتعد كابيلا عن حلفائه الروانديين والأوغنديين. لتجنب وقوع انقلاب، طرد كابيلا كل القوات الأوغندية والرواندية من الكونغو. كان هذا الحدث سببا رئيسيا لاندلاع حرب الكونغو الثانية في السنة التالية. فضل بعض الخبراء اعتبار النزاعين حربا واحدة.

## خلفية تاريخية

### الدولة الفاشلة في زائير

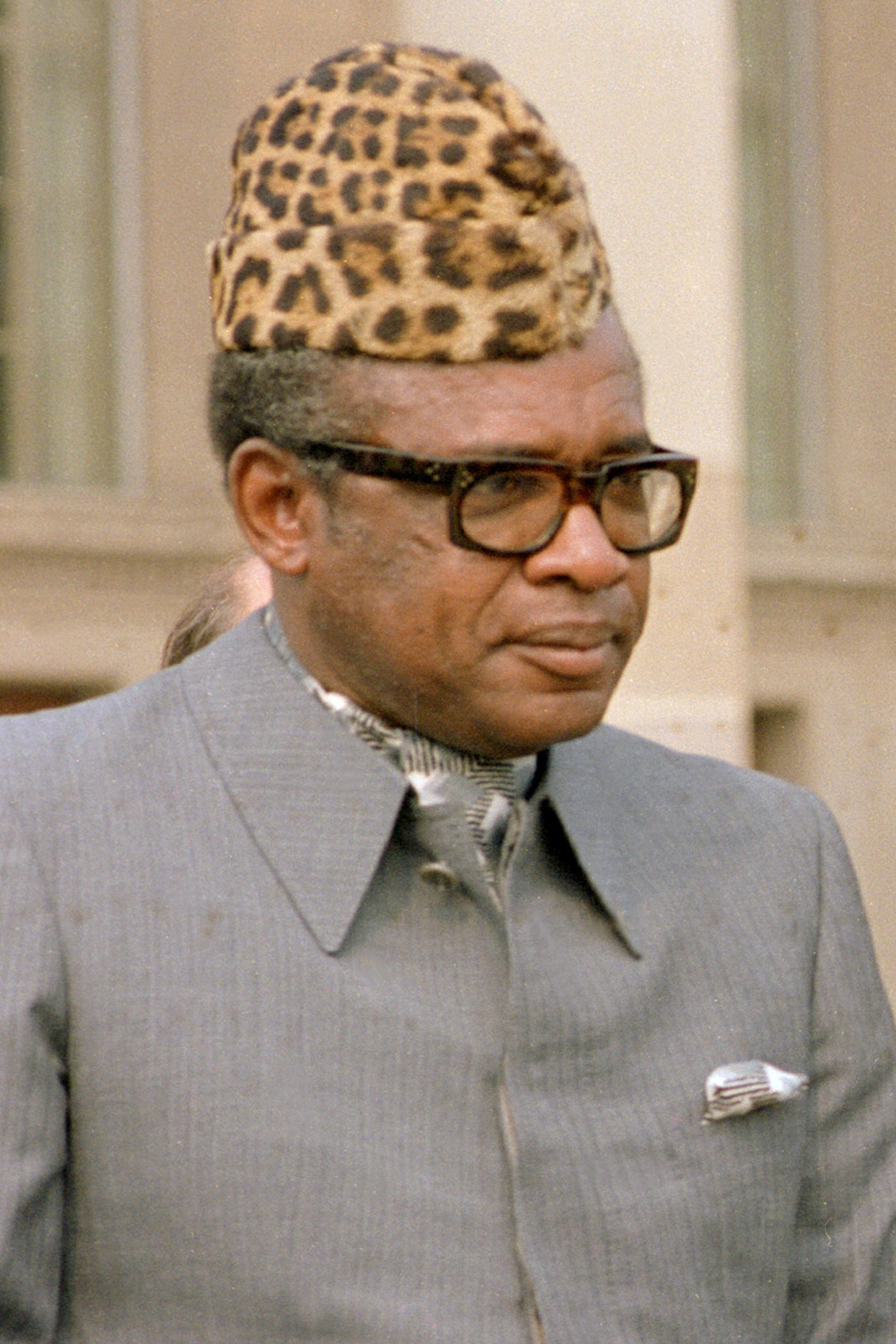
موبوتو سيسي سيكو، رئيس زائير

في عام 1965، صعد من عرقية النغاباندي موبوتو سيسي سيكو إلى السلطة وأصبح يتمتع بدعم حكومة الولايات المتحدة بسبب معاداته للشيوعية. ومع ذلك، حكم موبوتو زائير حكما استبداديا فأثر ذلك على الدولة فانخفض الناتج المحلي 65% ما بين الاستقلال في 1960 ونهاية حكمه في 1997. بعد نهاية الحرب الباردة في 1991، أوقفت الولايات المتحدة دعمها لموبوتو وحولته لصالح «جيل جديد من القادة الأفارقة»، بما في ذلك رئيس رواندا بول كاغامي ورئيس أوغندا يوري موسيفيني.
اجتاحت موجة من الديمقراطية أفريقيا خلال عقد 1990. تحت ضغط داخلي وخارجي كبير، وعد موبوتو بالإصلاح. انتهى نظام الحزب الواحد الذي تمت المحافظة عليه منذ 1967. لكن في نهاية المطاف، أثبت موبوتو عدم رغبته في القيام بالإصلاحات، فنفر منه حلفائه سواء في الداخل أو في الخارج.
بحكم الأمر الواقع، كانت الدولة الزائيرية قد انتهت بشكل شبه رسمي. اعتمدت غالبية الشعب الزائيري على زراعة الكفاف، لكن اقتصاد البلاد لم يستطع أن يكون معتمدا على هذه الزراعة. علاوة على ذلك، لم يعد الجيش الوطني الزائيري مواليا لنظام موبوتو؛ زعم موبوتو نفسه مرة أن جنود الجيش الوطني الزائيري قد ألقوا أسلحتهم لهذا السبب.
واجه موبوتو مقاومة داخلية كبيرة، وبالنظر إلى ضعف الدولة المركزية، فقد وجدت الجماعات المتمردة ملجأ في زائير، خصوصا في المقاطعات الشرقية، بعيدا عن العاصمة كينشاسا.
شملت المعارضة اليساريين الذي كانوا يدعمهم باتريس لومومبا (1925–1961)، فضلا عن الأقليات العرقية الإقليمية التي تهيمن على الدولة بدلا من كينشاسا. أطاح لوران كابيلا الذي ينتمي لعرقية اللوبا في إقليم كاتانغا بموبوتو، وكان قد قاتل نظامه منذ نشأته.

### التوترات العرقية

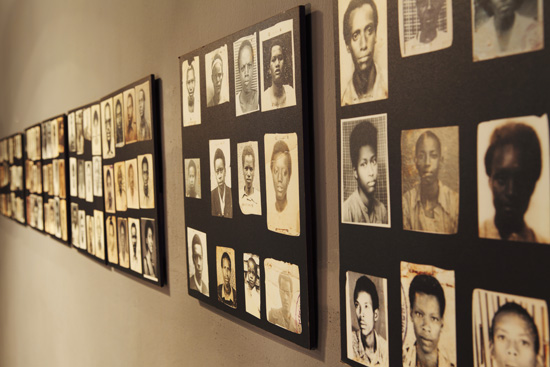
مجموعة صور لضحايا الإبادة الجماعية في كيغالي

كانت التوترات موجودة بين مختلف المجموعات العرقية في شرق زائير منذ قرون، خاصة بين القبائل الأصلية وقبائل التوتسي شبه الرحل التي هاجرت من رواندا في أوقات مختلفة. بالإضافة إلى بعض التوتسي الأصليين في شرق زائير، وصل هؤلاء المهاجرين قبل الاستعمار في 1880، تلاهم المهاجرون الذين تم توطينهم قسرا من قبل المستعمرين البلجيكيين بعد 1908، ثم جاءت موجة هامة من المهاجرين الفارين من الثورة الاجتماعية في 1959 التي أرغمتهم سلطة الهوتو في كيغالي على الخروج.
يعرف جميع التوتسي المهاجرين إلى زائير قبل استقلال الكونغو في 1960 باسم البانيامولينج، وهي كلمة تأتي «من مولينج»، ولديهم حق المواطنة حسب القانون الزائيري. يعرف التوتسي الذين هاجروا إلى زائير بعد الاستقلال باسم البانيارواندا، على الرغم من أن السكان المحليين «الأصليين» في كثير من الأحيان يفشلون في التمييز بين أنفسهم وبين البانيارواندا، وهؤلاء والبانيامولينج ينظر إليهم كأجانب من السكان الأصليين.
بعد وصوله للسلطة في 1965، أعطى موبوتو سيسي سيكو البانيامولينج السلطة السياسية في الشرق على أمل أن يتمكنوا كأقلية من الحفاظ على السلطة في المنطقة ومنع انضمام المزيد من السكان إلى المعارضة. فاقم هذا من التوترات العرقية، حيث قام البانيامولينج بالاحتفاظ بالأراضي المهمة في شمال كيفو التي ادعى السكان الأصليين أنها خاصة بهم. من 1963 إلى عام 1966، قاتلت مجموعات الهوندي والناندي العرقية من كيفو الشمالية المهاجرين الرواندين من التوتسي والهوتو على حد سواء في الحرب الكانيارواندية، وشاركت في العديد من المجازر بحقهم.
على الرغم من الوجود الرواندي القوي في حكومة موبوتو، في 1981، وافقت زائير على قانون المواطنة الذي سحب الجنسية من البانيامولينج والبانيارواندا ومعها جميع الحقوق السياسية التي كانوا يتمتعون بها. على الرغم من عدم تنفيذ القانون، إلا أنه أغضب إلى حد كبير السكان الروانديين الأصل وساهم في زيادة شعور الكراهية العرقية. من 1993 إلى 1996، هاجم الشباب الذين ينتمون إلى عرقيات الهوندي والناندي والنيانغا البانيامولينج، مما أدى إلى مقتل 14.000 شخص. وفي عام 1995، أمر البرلمان الزائيري جميع الشعوب الأصلية من رواندا وبوروندي بالعودة إلى بلدانها، بما في ذلك البانيامولينج. بسبب الاستبعاد السياسي والعنف العرقي، فقد طور البانيامولنيج علاقاته مع الجبهة القومية الرواندية وهي حركة التمرد التوتسية الرئيسية ومقرها في أوغندا ولها تطلعات للسلطة في رواندا، منذ وقت مبكر في 1991.

### الإبادة الجماعية الرواندية

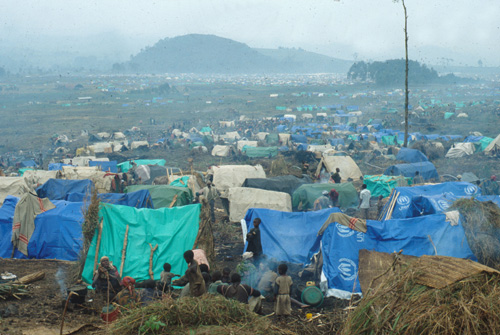
مخيمات اللاجئين الروانديين في زائير في 1994.

كان الحدث الحاسم في اندلاع الحرب هو الإبادة الجماعية في رواندا المجاورة، التي سببت في نزوح جماعي للاجئين يعرف باسم أزمة لاجئي البحيرات الكبرى. خلال 100 يوم من الإبادة الجماعية، ذبح مئات الآلاف من أقلية التوتسي على يد الهوتو. انتهت الإبادة الجماعية بالإطاحة بحكومة الهوتو في كيغالي من قبل الجبهة الوطنية الرواندية التي يسيطر عليها التوتسي.
من أولئك الذين فروا خلال الأزمة الرواندية، استقر 1.5 مليون منهم في شرق زائير. فر هؤلاء اللاجئين التوتسي من الإبادة الجماعية التي قام بها الهوتو، وفر كذلك مليون شخص من الهوتو خشية انتقام الجبهة الوطنية الرواندية التابعة للتوتسي منهم. كانت هناك عدة مجموعات مشاركة في الإبادة الجماعية في رواندا مثل عناصر سابقة في القوات المسلحة الرواندية وجماعات متطرفة مستقلة تابعة للهوتو، مثل إنتراهاموي. في الغالب، تحالفت هذه القوات التابعة للهوتو مع ميليشيات ماي ماي المحلية، التي منحت لهم الألغام والأسلحة. على الرغم من أن هذه الميلشيات كانت في البداية للدفاع، إلا أنها أصبحت بسرعة هي التي تهاجم.
أنشأ الهوتو مخيمات في شرق زائير وهاجموا منها التوتسي الروانديين، فضلا عن البانيامولينج والبانيارواندا. كانت هذه الهجمات سببا في مقتل المئات في شهر واحد خلال النصف الأول من 1996. ومع على ذلك، كان المسلحون الذين قد وصلوا إلى زائير عازمين على مواجهة النظام في رواندا وبدأوا بشن هجمات ضد الحكومة الجديدة في كيغالي، ومثل هذا تهديدا أمنيا خطيرا للدولة الرواندية. كانت حكومة موبوتو غير قادرة على السيطرة على الهوتو الذين قاموا بالإبادة الجماعية، لذلك، فقد دعمتهم بالتدريب والسلاح لغزو رواندا، مما أجبر كيغالي على اتخاد الإجراءات اللازمة.

## تمرد البانيامولينج

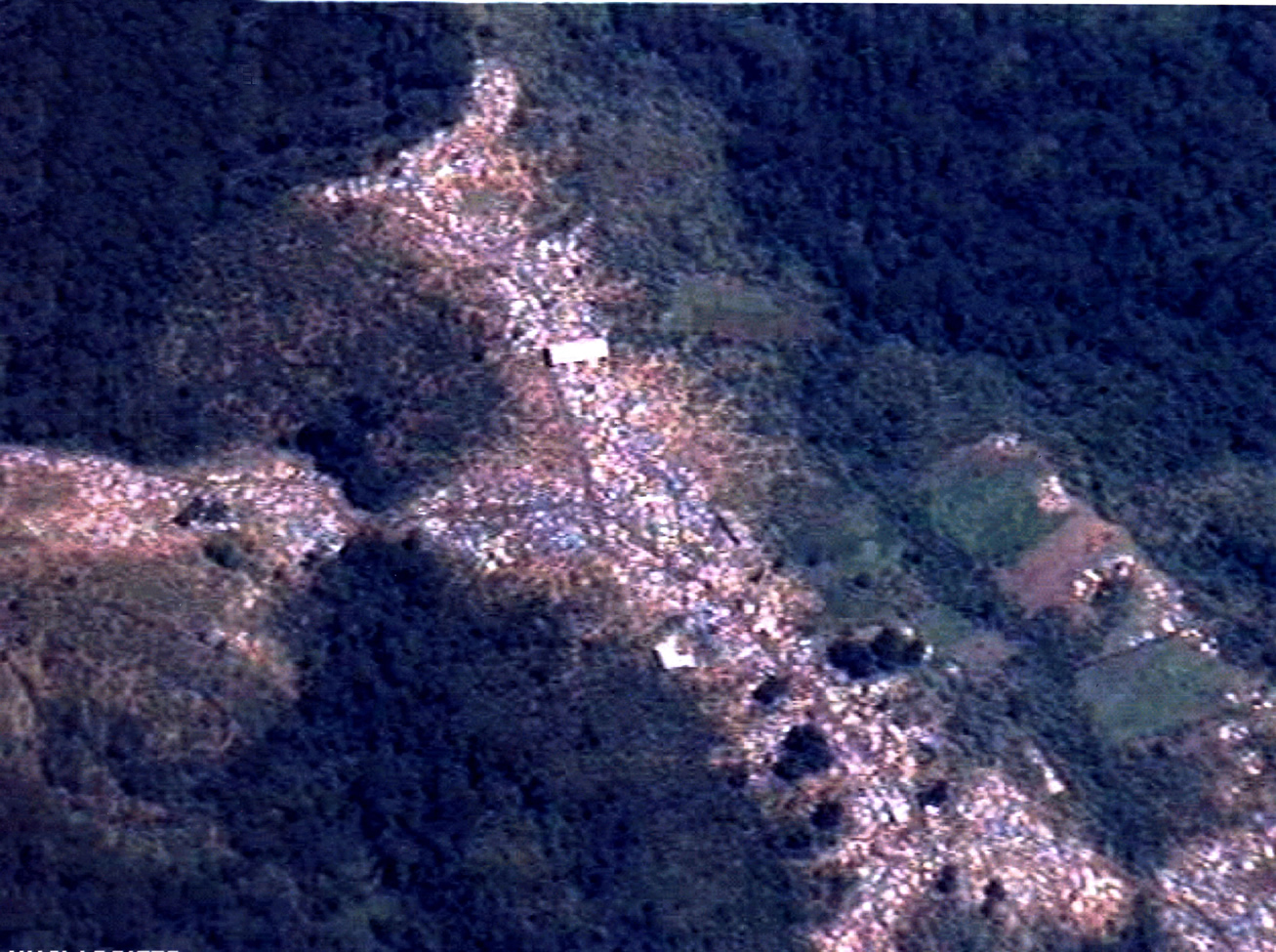
مخيمات للاجئين في ميهاندا

بالنظر إلى تفاقم التوترات العرقية وعدم سيطرة الحكومة على الشرق، دفع هذا رواندا إلى اتخاذ إجراءات طارئة ضد التهديدات الأمنية الذين شكلها منفذو الإبادة الجماعية الذين كانوا قد اتخدوا شرق زائير ملجأ لهم. بدأت الحكومة في كيغالي بتشكيل ميليشيات من التوتسي لتنفيذ عمليات في زائير في وقت مبكر من 1995، واختارت العمل على تبادل إطلاق النار مع التوتسي الروانديين والقبعات الخضر الزائيرية حتى اندلع تمرد البانيامولينج في 31 أغسطس 1996.
في حين أن الاضطرابات كانت تسود شرق زائير بشكل مؤكد، إلا أن التمرد لم يحصل على دعم شعبي على الأغلب؛ وفي نفس الوقت، قام الرئيس الأوغندي يوري موسيفيني بدعم التمرد، لكن التوتسي الزائيريون هم الذين كانوا يحرضون عليه، وقد كان يتم تجنيدهم من قبل الجيش القومي الرواندي.
إن الهدف الأول من تمرد البانيامولينج هو الاستيلاء على السلطة في زائير الشرقية، بالضبط على مقاطعة كيفو الشمالية والجنوبية، ومواجهة قوات الهوتو المتطرفين التي يحاولون مواصلة الإبادة الجماعية في منطقة جديدة. ومع ذلك، فقد كان التوتسي هم الذين يقودون التمرد منذ فترة طويلة. كان موبوتو قاسيا وأنانيا في حكمه، مما أدى إلى خلق أعداء له في جميع قطاعات المجتمع الزائيري. نتيجة ذلك، استفاد التمرد الجديد من دعم شعبي ضخم وكبر كثيرا، حتى أصبح يسمى بثورة البانيامولنيج بدلا من تمرد أو انتفاضة البانيامولينج.
اندمجت عناصر البانيامولينج مع ميليشيات التوتسي مشكلة تنظيما سمي تحالف القوات الديمقراطية لتحرير الكونغو تحت قيادة لوران كابيلا، الذي كان خصما لموبوتو وحكومته منذ فترة طويلة، وكان زعيما لواحدة من المجموعات المتمردة الرئيسية الثلاثة التي أسست هذا التحالف. في حين أن تحالف القوات الديمقراطية لتحرير الكونغو كان ظاهريا حركة تمرد زائيرية، إلا أن رواندا قد لعبت دورا مهما في تشكيله. أكد محللون لهذه الحرب، فضلا عن وزير الدفاع الرواندي ونائب الرئيس في ذلك الوقت، بول كاغامي، أن تحالف القوات الديمقراطية لتحرير الكونغو قد تم تشكيله بتوجيه من كيغالي، ليس على يد مرتزقة فقط، بل حتى أن مقاتليه قد تدربوا على يد عناصر من الجيش القومي الرواندي.

## المشاركة الخارجية

### رواندا

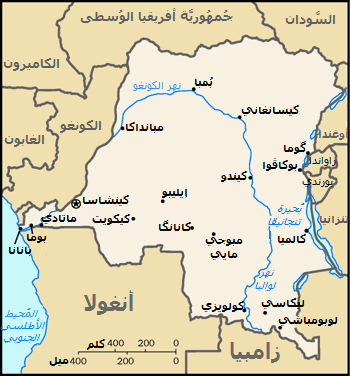
خريطة زائير في 1996

وفقا للخبراء والمراقبين، فضلا عن كاغامي نفسه، فقد لعبت رواندا الدور الأكبر لدولة أجنبية في هذه الحرب، إن لم تكن أكبر الأطراف المتحاربة في حرب الكونغو الأولى. قامت كيغالي بدور مهم في تشكيل تحالف القوات الديمقراطية لتحرير الكونغو وأرسلت قواتها للقتال جنبا إلى جنب مع المتمردين، في حين أن هذه الإجراءات كان سببها هو التهديد الأمني الذي يعتبر أحد أهم أسباب الإبادة الجماعية فيها، وكان لدى رواندا أهداف متعددة من خلال غزوها لزائير.
كانت هذه الإجراءات للقضاء على منفذي الإبادة الجماعية الذين كانوا يشنون هجمات ضد الدولة الرواندية الجديدة من زائير. ادعى كاغامي أن عملاء تابعين لكيغالي قالوا له بأنهم اكتشفوا خططا لغزو رواندا بدعم من موبوتو؛ وفي رد على ذلك، بدأت كيغالي بالتدخل في زائير بهدف تفكيك مخيمات منفذي الإبادة الجماعية، ولجأت إلى تدمير البنية التحتية للقضاء على هذه العناصر المضادة الرواندية.
الهدف الثاني الذي ذكره كاغامي هو الإطاحة بموبوتو. سمى البعض هذا «هدفا فرعيا»، وقد اتخده بول كاغامي وسيلة لتقليل التهديد القادم من شرق زائير، ويعطي ذلك فرصة له لتأسيس نظام دمية في كينشاسا. كان هذا الهدف يهدد الدول الأخرى في المنطقة لأنه يضمن الأمن الرواندي في مقابل مواجهة هذه الدول لموبوتو. تلقت رواندا لهذا الهدف دعما كبيرا من الولايات المتحدة، لأن كاغامي ينتمي إلى «الجيل الجديد من القادة الأفارقة».
ومع ذلك، فإن النوايا الحقيقية لرواندا ليست واضحة تماما. اقترح بعض المسؤولين تفكيك مخيمات منفذي الإبادة الجماعية، حيث أن هذا يعتبر وسيلة لحماية رواندا من منفذي الإبادة الجماعية في أعقاب هذه الأخيرة، بسبب تدمير مخيمات اللاجئين التوتسي وإجبارهم قسريا على العودة إلى بلدهم الأصلي بغض النظر عما إذا كانوا روانديين أو زائيريين. تدخلت رواندا أيضا بدافع الانتقام؛ ذبحت القوات الرواندية، فضلا عن تحالف القوات الديمقراطية لتحرير الكونغو، اللاجئين الهوتو في العديد من المناسبات. أكثر المنظمات التي شاركت في هذا التدخل هي الجبهة القومية الرواندية، التي كانت قد وصلت في الآونة الأخيرة إلى السلطة في كيغالي، ورأت نفسها حامية لعرقية التوتسي، وكانت تدافع كذلك عن التوتسي الزائيريين.
انتشرت في وسائل الإعلام إشاعة نية رواندا ضم أجزاء من شرق زائير. قدم رئيس رواندا في الفترة من 1994–2000، باستور بيزيمونغو، للسفير الأمريكي في رواندا، روبرت غريبين فكرة «رواندا الكبرى». تزعم هذه الفكرة أن الدولة الرواندية القديمة شملت أجزاء من شرق زائير التي ينبغي أن تنتمي في الأساس إلى رواندا. ومع ذلك، ظهر أن رواندا لم تحاول أبدًا ضم هذه المناطق. ارتبط تاريخ الصراع في الكونغو غالبا باستغلال الموارد غير المشروع ولكن، على الرغم من أن رواندا لم تستفد من الناحية المالية من نهب الثروة الزائيرية، لا يعتبر هذا عادة هو الدافع الأول للتدخل الرواندي في حرب الكونغو الأولى.

### أوغندا
كانت أوغندا حليفة مقربة من الجبهة القومية الرواندية، وقد لعبت أيضا دورا مهما في حرب الكونغو الأولى. قاتل الأعضاء البارزون من الجبهة القومية الرواندية جنبا إلى جنب مع موسيفيني في الحرب الأهلية الأوغندية التي جلبته إلى السلطة، ولشكرهم على ذلك، سمح هذا الأخير لجنود الجبهة الوطنية الرواندية باستخدام أوغندا كقاعدة في 1990 للهجوم على رواندا خلال الحرب الأهلية فيها. نظرا للعلاقات التاريخية بينهما، تحالفت حكومة رواندا مع النظام الأوغندي، وعمل بعدها موسيفيني مع كاغامي في حرب الكونغو الأولى. ساعد الجنود الأوغنديون الموجودون في زائير موسيفيني وكاغامي على إعداد خطة توجيه لتنظيم تحالف القوات الديمقراطية لتحرير الكونغو.
كان العقيد في تحالف القوات الديمقراطية لتحرير الكونغو جيمس كاباريبي، على سبيل المثال، عضوا سابقا في جيش المقاومة الوطنية، الجناح العسكري لحركة التمرد التي جلبت موسيفيني إلى السلطة رغم أنه رواندي، وكشفت الاستخبارات الفرنسية والبلجيكية أن 15.000 من القوات الأوغندية المدربة تدريبا جيدا قاتلوا مع التوتسي في تحالف القوات الديمقراطية لتحرير الكونغو. ومع ذلك، لم تدعم أوغندا رواندا في جميع مراحل الحرب. قيل أن موسيفيني كان لا يريد الإطاحة بموبوتو، مفضلا أن يبقى التمرد في الشرق حيث يعمل منفذو الإبادة الجماعية.

### أنغولا
ظلت أنغولا على الحياد نسبيا حتى 1997 ولكنها كانت بالفعل تدعم القوات المعادية لموبوتو. اختارت الحكومة الأنغولية العمل في البداية لإسقاط موبوتو مع الدرك الكاتانغي الذي سمي بالنمور، الذي كان عبارة عن مجموعات بالوكالة تشكلت من خلايات صغيرة من وحدات الشرطة التي كان قد تم نفيها من زائير، وبالتالي كان يجب عليها القتال للعودة إلى وطنها. لم تنشر لواندا أيضا قوات نظامية. اختارت أنغولا المشاركة في حرب الكونغو الأولى بسبب دعم أعضاء حكومة موبوتو لحركة يونيتا الأنغولية المتمردة.
من الواضح كيف استفادت الحكومة الزائيرية من هذه العلاقة، لكن من الممكن أن موبوتو كان غير قادر على السيطرة على تصرفات بعض أعضاء حكومته. بغض النظر عن التفكير في كينشاسا، فقد دخلت أنغولا الحرب إلى جانب المتمردين وهي مصممة على الإطاحة بحكومة موبوتو، لأن هذا سيكون السبيل الوحيد لمعالجة التهديد الذي تشكله العلاقة بين زائير وحركة يونيتا.

### يونيتا
نظرا للعلاقات الوطيدة مع حكومة موبوتو، فقد دعمت يونيتا هذه الأخيرة في حرب الكونغو الأولى. كان أكبر تأثير ليونيتا في الحرب ربما هو إعطاء أنغولا سببا للانضمام إلى التحالف المعادي لموبوتو. ومع ذلك، قاتلت قوات يونيتا جنبا إلى جنب مع القوات المسلحة الزائيرية إلا في حالات قليلة. قال كاغامي أن جنوده خاضوا معركة ضارية ضد يونيتا بالقرب من كينشاسا في نهاية الحرب.

### آخرون
لعبت أطراف خارجية عديدة أخرى أدوارا صغيرة في حرب الكونغو الأولى. أصبحت بوروندي في الآونة الأخيرة تحت حكم رئيس من التوتسي، وكان داعما للتدخل الرواندي–الأوغندي في زائير، لكن كان الدعم العسكري المقدم من بوروندي لرواندا وأوغندا محدودا جدا. أعطت زامبيا وزيمبابوي أيضا الدعم العسكري لحركة التمرد. قدمت إريتريا، إثيوبيا، وجيش المتمردين الجنوب سوداني، جيش التحرير الشعبي السوداني كذلك دعما ماليا ومعنويا لأنصار تحالف الإطاحة موبوتو. على عكس يونيتا، حصل موبوتو على بعض الأسلحة من السودان، التي كان قد اعتمدها هذا الأخير طويلا ضد أسلحة ومعدات جيش التحرير الشعبي السوداني. على الرغم من أن كمية المساعدات التي أعطيت لزائير كانت كبيرة، إلا أن موبوتو كان في نهاية المطاف غير قادر على إعاقة تقدم القوات المعارضة له.

## 1996
في 24 أكتوبر 1996، بدأ غزو زائير. بدعم كبير من رواندا وأوغندا، كان التحالف الذي يقوده جوزيف كابيلا قادرا على احتلال منطقة بطول 800 كم وعرض 100 كم من أراضي زائير على طول حدودها المشتركة مع رواندا، أوغندا، وبوروندي في 25 ديسمبر 1996. أرضى هذا الاحتلال المتمردين بشكل مؤقت، لأن ذلك أعطى لهم السلطة في الشرق وسمح لهم بالدفاع عن أنفسهم ضد منفذي الإبادة الجماعية. كما نجحت الأطراف الخارجية المناهضة لموبوتو والتي شاركت في هذه الحرب في شل قدرة منفذي الإبادة الجماعية باستخدام زائير كقاعدة لشن هجمات. كان هناك توقف في تقدم المتمردين بعد سيطرة القوات الحكومية على مخازن الأسلحة والأراضي التي تقع فيها هذه المخازن حتى دخول أنغولا للحرب في فبراير 1997.
خلال هذا الوقت، كانت رواندا قادرة على تدمير مخيمات اللاجئين التي يتحصن بها منفذو الإبادة الجماعية، وإجبار التوتسي على العودة إلى رواندا. كما استولت على العديد من مناجم الماس والكولتان المربحة، التي كانت في وقت لاحق مترددة في تركها. خلال هذه العملية، ارتكبت القوات الرواندية العديد من الأعمال الوحشية، خصوصا ضد اللاجئين الهوتو. مدى الانتهاكات الحقيقي هو غير معروف لأن تحالف القوات الديمقراطية لتحرير الكونغو والجبهة الوطنية الرواندية منعوا المنظمات غير الحكومية من الوصول للمناطق التي يعتقد بوقوع فضائع بها. ومع ذلك، فقد قالت منظمة العفو الدولية أن ما يصل إلى 200.000 من اللاجئين الروانديين الهوتو تم ذبحهم بواسطة قوات الدفاع الرواندية وحلفائها. وثقت الأمم المتحدة على نحو مماثل القتل الجماعي للمدنيين من قبل الجنود الروانديين والأوغنديين ومسلحي تحالف القوات الديمقراطية لتحرير الكونغو في جمهورية الكونغو الديمقراطية في تقريرها حول هذا البلد.

## 1997

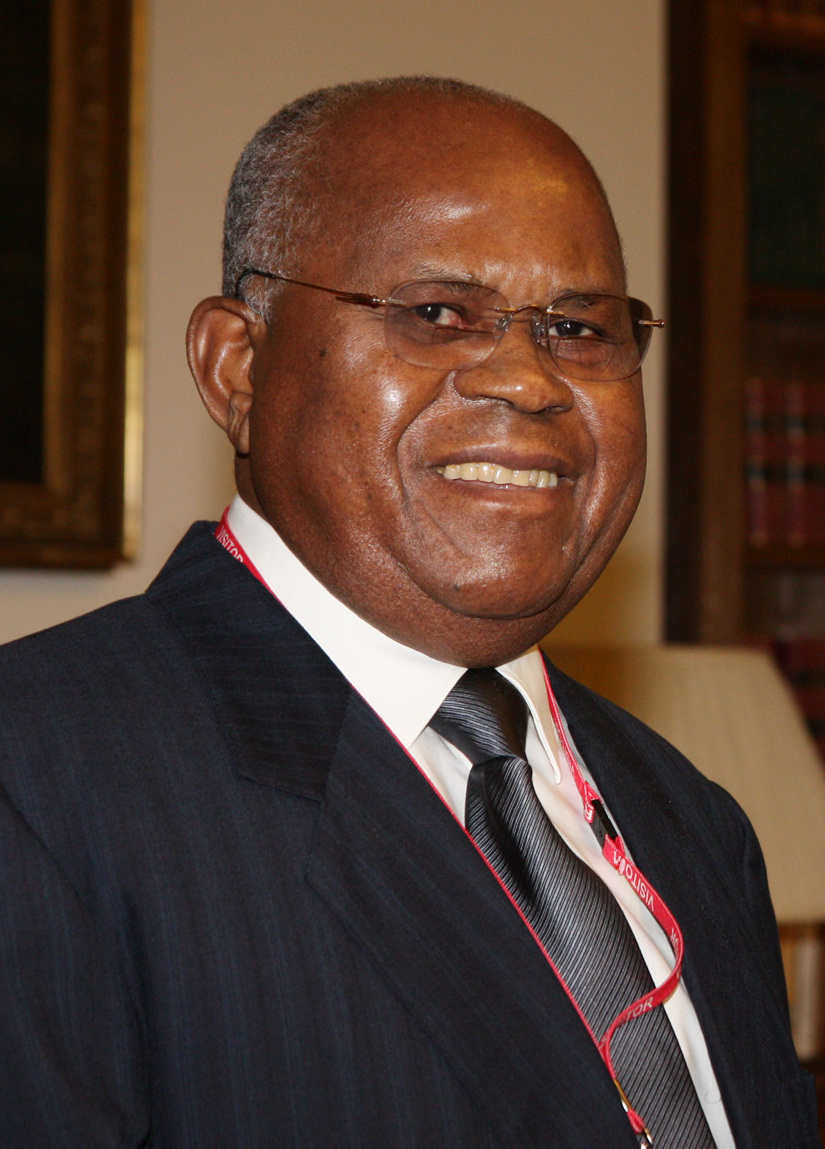
زعيم المعارضة في جمهورية الكونغو الديمقراطية إتيان تشيسيكيدي في لندن، 8 يونيو 2011.

هناك نظريتان تفسران استئناف تقدم المتمردين في عام 1997. الأولى وهي الأكثر تأييدا: هي أن انضمام أنغولا لتحالف الإطاحة بموبوتو سيسي سيكو، رفع قوة المتمردين أكثر بكثير من القوات المسلحة الزائيرية، الذين استطاعوا الإطاحة بنظام موبوتو. قدم كاغامي نظرية أخرى: هي أن في طريق المتمردين إلى كينشاسا، تم توظيف مرتزقة صرب في معركة واليكالي وأثبت ذلك أن «موبوتو غير مستعد لحرب مع رواندا». وفقا لهذه النظرية، فقد أجبرت المخاوف من التهديد الأمني في شرق زائير رواندا على التخلص من الحكومة المعادية لها في كينشاسا.
كيفما كان الحال، فقد تقدم المتمردون مرة أخرى في عام 1997 ولم يجدوا أي مقاومة من جيش موبوتو. كان قوات كابيلا هي المسؤولة الوحيدة فقط عن التدمير المروع للبنية التحتية لدولة زائير. في بعض المناطق، لم يبقى هناك شيء اسمه الطرق؛ كانت الوسيلة الوحيدة للنقل هناك هي بعض المسارات المدمرة شبه كليا. تم اتهام جنود تحالف القوات الديمقراطية لتحرير أنغولا بارتكاب انتهاكات خطيرة لحقوق الإنسان، مثل مذبحة مخيم اللاجئين الهوتو في تنغي تنغي بالقرب من كيسانغاني حيث ذبح عشرات الآلاف من اللاجئين أغلبهم من عرقية الهوتو.
قادما من الشرق، تقدم تحالف القوات الديمقراطية لتحرير أنغولا غربا موقعا القوات الزائيرية في فكي الكماشة، حيث احتل كيسانغاني، بويندي، ومبانداكا في الجهة الشمالية، ثم احتل باكوانغا وكيكويت في الجهة الجنوبية. وصل المتمردون إلى كينشاسا قبل منتصف مايو. احتلت مجموعة من مسلحي تحالف القوات الديمقراطية لتحرير الكونغو لوبومباشي في 19 أبريل، وتقدمت جوا إلى كينشاسا. فر موبوتو من كينشاسا في 16 مايو، ودخل «المحررون» العاصمة دون أدنى مقاومة.
رغم تقدم المتمردين مسبقا، كانت هناك محاولات من قبل المجتمع الدولي للتفاوض من أجل عقد تسوية. ومع ذلك، فلم يدخل تحالف القوات الديمقراطية لتحرير الكونغو في مفاوضات جدية، وبدلا من ذلك، تعرض لانتقادات دولية لكونه غير راغب في إيجاد حل دبلوماسي، بينما كان قواته تواصل تقدمها. كان القوات المسلحة الزائيرية ضعيفة وغير قادرة على مواجهة مسلحي تحالف القوات الديمقراطية لتحرير الكونغو ومسانديهم.
فر موبوتو أولا إلى قصره في غبادوليت ومن ثم إلى الرباط، عاصمة المغرب، حيث توفي في 7 سبتمبر 1997. أعلن كابيلا نفسه رئيسا في 17 مايو، وأمر على الفور بشن حملة عنيفة لاستعادة النظام. ثم حاول إعادة تنظيم البلاد بإعادة تسميتها باسم جمهورية الكونغو الديمقراطية.

## التداعيات
أثبتت الدولة الكونغولية الجديدة تحت حكم كابيلا أنها مخيبة للآمال مثلها مثل زائير تحت حكم موبوتو. ظل الاقتصاد في حالة سيئة جدا، وكان النتيجة هي مزيد من التدهور تحت حكم كابيلا الفاسد. علاوة على ذلك، فشلت الحكومة في تحسين الأوضاع، وقد كانت لا تزال ضعيفة فاسدة. بدلا من ذلك، بدأ كابيلا حملة قوية من المركزية وجلبت حرب الكونغو الأولى صراعا متجددا مع المجموعات العرقية والأقليات في الشرق التي طالبت بالحكم الذاتي.
اعتبر كابيلا لعبة في أيادي الأنظمة الخارجية التي وضعته في السلطة. لمواجهة هذه الصورة وزيادة الدعم المحلي له، بدأ كابيلا بالعمل ضد حلفائه في الخارج. توج هذا بطرد جميع القوات الأجنبية من جمهورية الكونغو الديمقراطية في 26 يوليو 1998. رأت هاته الدول مع قواتها المسلحة التي كانت في جمهورية الكونغو الديمقراطية أن هذا يضر بمصالحهم، لا سيما رواندا، التي كانت تحلم بتثبيت نظام عميل لها في كينشاسا.
بقيت العديد من العوامل التي أدت إلى اندلاع حرب الكونغو الأولى موجودة حتى بعد وصول كابيلا إلى السلطة. كانت أبرزها هي التوترات العرقية في شرق جمهورية الكونغو الديمقراطية، حيث كان سيطرة الحكومة هناك ضعيفة. ظل العداء التاريخي مع البانيامولينج موجودا، فضلا عن مطالبة التوتسي ببقاء الاحتلال الأجنبي لبلادهم، من أجل الدفاع عنها. وعلاوة على ذلك، لم تكن رواندا قادرة على معالجة مخاوفها من التهديدات الأمنية.
هذا تجلى في تمرد السكان الهوتو في المحافظات الغربية لرواندا الذي كان مدعوما من العناصر المتطرفة في شرق جمهورية الكونغو الديمقراطية. بدون قوات في جمهورية الكونغو الديمقراطية، كانت رواندا غير قادرة على مواجهة المتمردين. في 2 أغسطس 1998، تمردت كتيبتين من الجيش الكونغولي الجديد ضد الحكومة وشكلت جماعات متمردة عملت بشكل وثيق مع كيغالي وكيمبالا، وشكل هذا بداية حرب الكونغو الثانية.